# Powieść o papieżu Urbanie
Powieść o papieżu Urbanie – polski utwór prozatorski wydany w 1514.
Pierwodruk utworu ukazał się w książce Agenda latino et vulgari sermone polonico videlicet et alemanico illuminata, wydanej w 1514 w Krakowie przez Jana Hallera. Powieść znana jest także z sześciu rękopiśmiennych przekazów z przełomu XV i XVI wieku. Dwukrotnie została wydana z innymi utworami polskimi (1530, 1533).
Utwór opowiada o ostatnich chwilach życia papieża Urbana, na którego Bóg zesłał karę za grzechy cielesne. Przed śmiercią papież wzywa do siebie kardynałów, biskupów i duchownych. Kapłan Jan obiecuje odmówić w jego intencji trzy modlitwy o mocy oczyszczającej. Po śmierci papież ukazuje się Janowi i opowiada, jak w miarę odmawiania modlitw odpuszczane były jego grzechy, aż w końcu otworzyło się niebo i przyjął go Jezus. Zmarły polecił kapłanowi spisać modlitwy i wywiesić w kaplicy bazyliki św. Piotra, aby wierni mogli korzystać z ich cudownej mocy. Krótka fabuła utworu stała się pretekstem do przytoczenia trzech modlitw przebłagalnych kierowanych do Chrystusa:
1. O namiłościwszy Panie Jezu Chryste, Synu Jedyny…
2. O Panie Jezu Chryste, któryś raczył za nas umrzeć…
3. O Panie Jezu Kryste, ktoryś rzekł przez usta prorockie…